# Connaux
Connaux es una comuna en el departamento de Gard en el sur de Francia. 

## Demografía
| 632 | 744 | 979 | 1212 | 1450 | 1623 |
| Para los censos de 1962 a 1999 la población legal corresponde a la población sin duplicidades (Fuente: INSEE [Consultar]) |     |     |      |      |      |